# Dactylopus kuiteri
Dactylopus kuiteri, tên thông thường là cá đàn lia cam - đen, là một loài cá biển thuộc chi Dactylopus trong họ Cá đàn lia. Loài này được mô tả lần đầu tiên vào năm 1992.

## Danh pháp khoa học
Loài cá này được đặt theo tên của nhà sinh vật học Rudie H. Kuiter, đồng thời cũng là người đầu tiên thu thập mẫu vật của chúng. Năm 1991, Kuiter thu thập được một cá thể đực, và sau đó đã giao lại cho tác giả R. Fricke mô tả nó vào năm 1992.

## Phân bố và môi trường sống
D. kuiteri có phạm vi phân bố ở Tây Trung Thái Bình Dương, và mới chỉ được phát hiện tại đảo Flores, Indonesia. Những cá thể của D. kuiteri được tìm thấy ở độ sâu khoảng 4 m, trong các vùng đáy cát. D. kuiteri có thể sống đơn độc hoặc bơi theo cặp.

## Mô tả

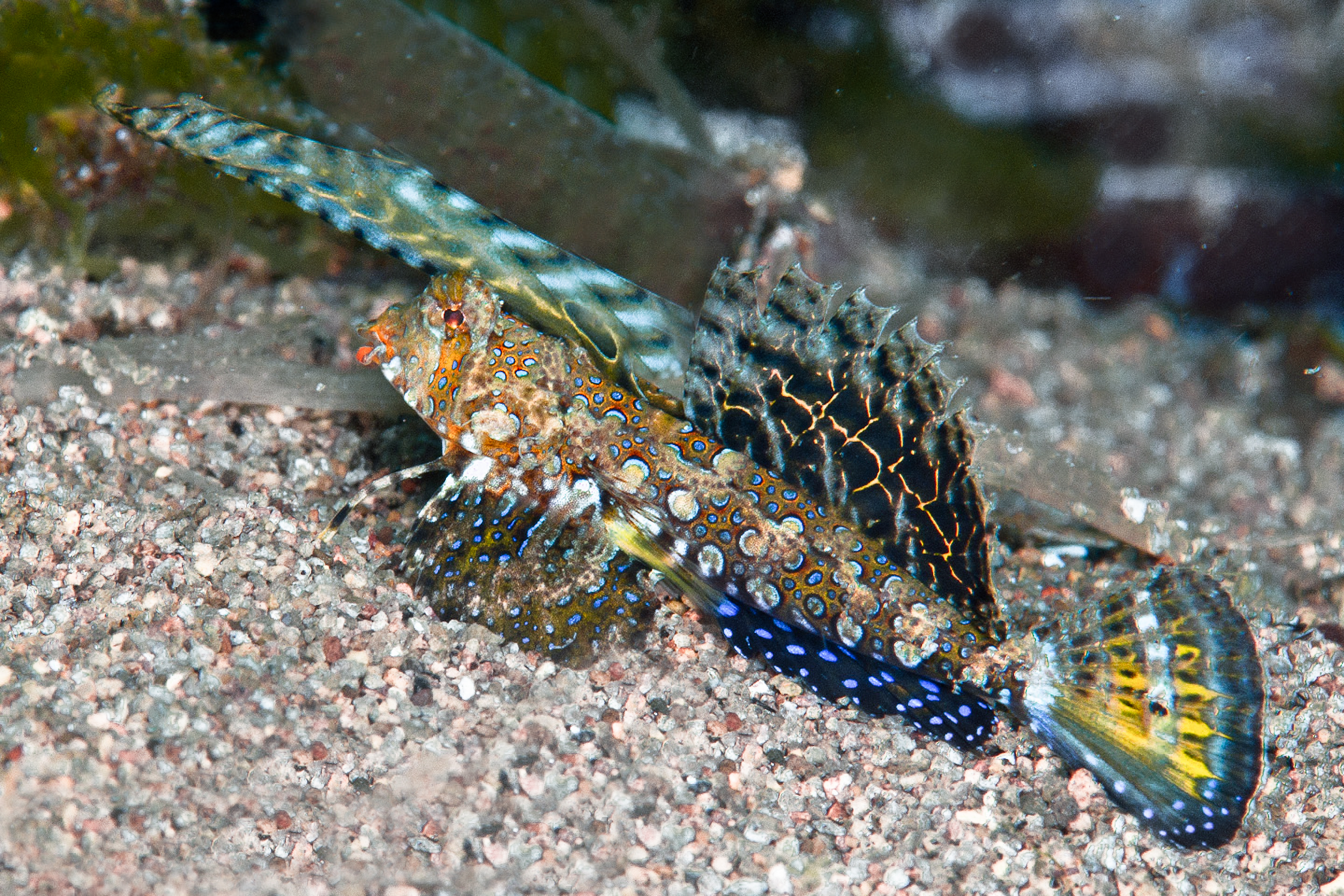
D. kuiteri trưởng thành

Chiều dài lớn nhất của cá trưởng thành được ghi nhận là khoảng 15 cm. Đầu và cơ thể của nó có màu trắng với các đốm màu xám nhạt. Đầu có các vệt màu cam viền đen, có một vệt băng qua mắt. Thân có nhiều đốm tròn màu xanh lam. Vây lưng chẻ đôi, có màu đen với các sọc đốm màu cam. Vây hậu môn màu đen, có các đốm màu xanh ánh kim. Vây đuôi có rìa màu đen, vùng giữa vây có màu vàng. Vây ngực trong suốt. Vây bụng màu trắng; có màu đen phía trước, có các đốm màu cam trên các tia vây.
Số gai ở vây lưng: 4; Số tia vây mềm ở vây lưng: 9; Số gai ở vây hậu môn: 0; Số tia vây mềm ở vây hậu môn: 8; Số tia vây mềm ở vây ngực: 18 – 20; Số gai ở vây bụng: 1; Số tia vây mềm ở vây bụng: 5.